# 法尔肯施泰因 (莱茵兰-普法尔茨州)
法尔肯施泰因是德国莱茵兰-普法尔茨州的一个市镇。总面积7.49平方公里，总人口197人，其中男性118人，女性79人（2011年12月31日），人口密度26人/平方公里。